# Mellitiosporium versicolor
Mellitiosporium versicolor är en svampart som beskrevs av Corda 1838. Mellitiosporium versicolor ingår i släktet Mellitiosporium, ordningen Rhytismatales, klassen Leotiomycetes, divisionen sporsäcksvampar och riket svampar.   Inga underarter finns listade i Catalogue of Life.